# Carmélide
La Carmélide est, dans la légende arthurienne, le plus souvent la patrie du roi Léodagan, le père de la reine Guenièvre. C'est le cas notamment dans le Merlin de Robert de Boron. Thomas Malory appelle cette région « Caméliard » dans son livre Le Morte d'Arthur. Il existe différentes hypothèses contradictoires pour la localiser, en Grande-Bretagne (Cornouailles, Pays de Galles) ou dans le Poher, pays de Carhaix en Bretagne.

## La Carmélide dans la littérature médiévale

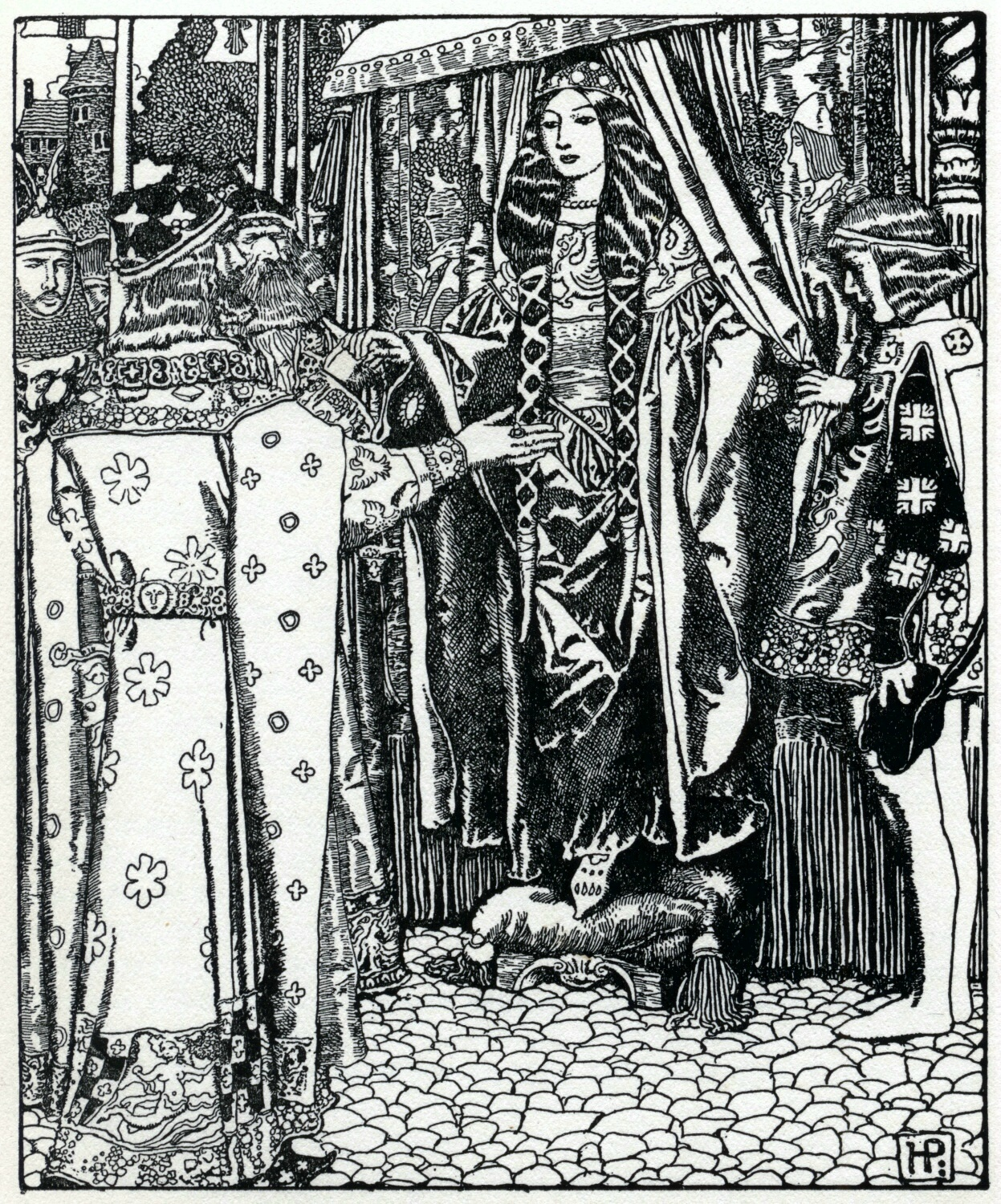
Le roi Arthur rencontre dame Guenièvre, par Howard Pyle dans The Story of King Arthur and His Knights, 1903.

Il existe différentes graphies selon les sources, notamment Cameliard, Cameide, Camiyard, Carmaide, Carmeli(k)e et Ta(r)meli(r)de. La Carmélide est un royaume sur lequel règne Léodagan, père de Guenièvre et gardien de la Table Ronde. Carohaise en est vraisemblablement la capitale, puisque Léodagan y tient sa résidence principale. C'est le lieu où le roi Arthur rencontre Guenièvre pour la première fois. Il est aussi fait mention d'une église St Stephen, où Arthur épouse Guenièvre (dans d'autres textes, ce mariage a lieu à Camelot). L'un des amants de la fée Morgane, sir Guyanor (ou Guyomard), viendrait de Carmélide.
La Carmélide fait partie des premières missions du roi Arthur nouvellement couronné, qui vient défendre ce royaume assiégé par les Saxons et leur roi Claudias de la Terre Déserte, afin d'aider son vassal, le roi Léodagan. Dans la vulgate Merlin, Carhaix (correspondant à Carohaise) est une riche ville de Carmélide, sur laquelle règne Léodagan. Cleodalis en est l'intendant. Il est aussi fait mention de Pedugrain plusieurs fois dans le cycle arthurien comme la cité la plus importante de Grande-Bretagne et de Carmélide, ou dans les marches d'Irlande et de Carmélide.

## Dans les œuvres modernes
Comme la plupart des lieux de la légende arthurienne, la Carmélide est mentionnée dans la série Kaamelott d'Alexandre Astier qui la situe entre l'Angleterre et l’Écosse, à proximité du mur d'Hadrien. Elle donne même son nom au septième tome de l'adaptation en bande dessinée, Contre-attaque en Carmélide. Dans le film, qui fait suite à la série, la Carmélide et le château de Léodagan sont montrés à l'image.

## Localisation
Il existe différentes hypothèses pour localiser la Carmélide, les textes de la littérature arthurienne étant contradictoires entre eux. Les auteurs anglais soutiennent qu'elle est sur l'île de Grande-Bretagne. Un indice est la position de la ville de Bedingran / Pedugrain, décrite comme étant « aux marches de l'Irlande et de la Carmélide ». Les théories des auteurs anglais la placent ainsi parfois au Pays de Galles, parfois en Cornouailles (où les racines historiques seraient plus fiables, basées sur l'étymologie Camel ou Camelford pour désigner les Cornouailles), et parfois dans le Nord. 
Dans la tradition française, le Poher et la ville de Maël-Carhaix, au centre-ouest de la Bretagne, correspondraient au pays nommé Carmélide.
L'origine du mot est à rechercher dans les langues celtiques, le gaulois *car (breton ker ou caer) signifiant « lieu fortifié » et *metl-os (à l'origine du nom de *Medle / *Mezle) « colline ». Le pays environnant est en effet constitué de collines, et est traversé par l'aqueduc romain qui part de Saint-Symphorien / Brécillen, en Paule, pour aboutir à Carhaix (la Carohaise de la Légende).